# Prétextat de Rouen
Prétextat de Rouen, mort en avril 586 à Rouen, est un homme d'Église de l'époque mérovingienne, évêque de Rouen durant la période de guerre entre rois mérovingiens des années 570 et 580. Il est assassiné à l'instigation supposée de la reine Frédégonde. 
Il a été canonisé par l'Église (fête le 14 avril).

## Biographie

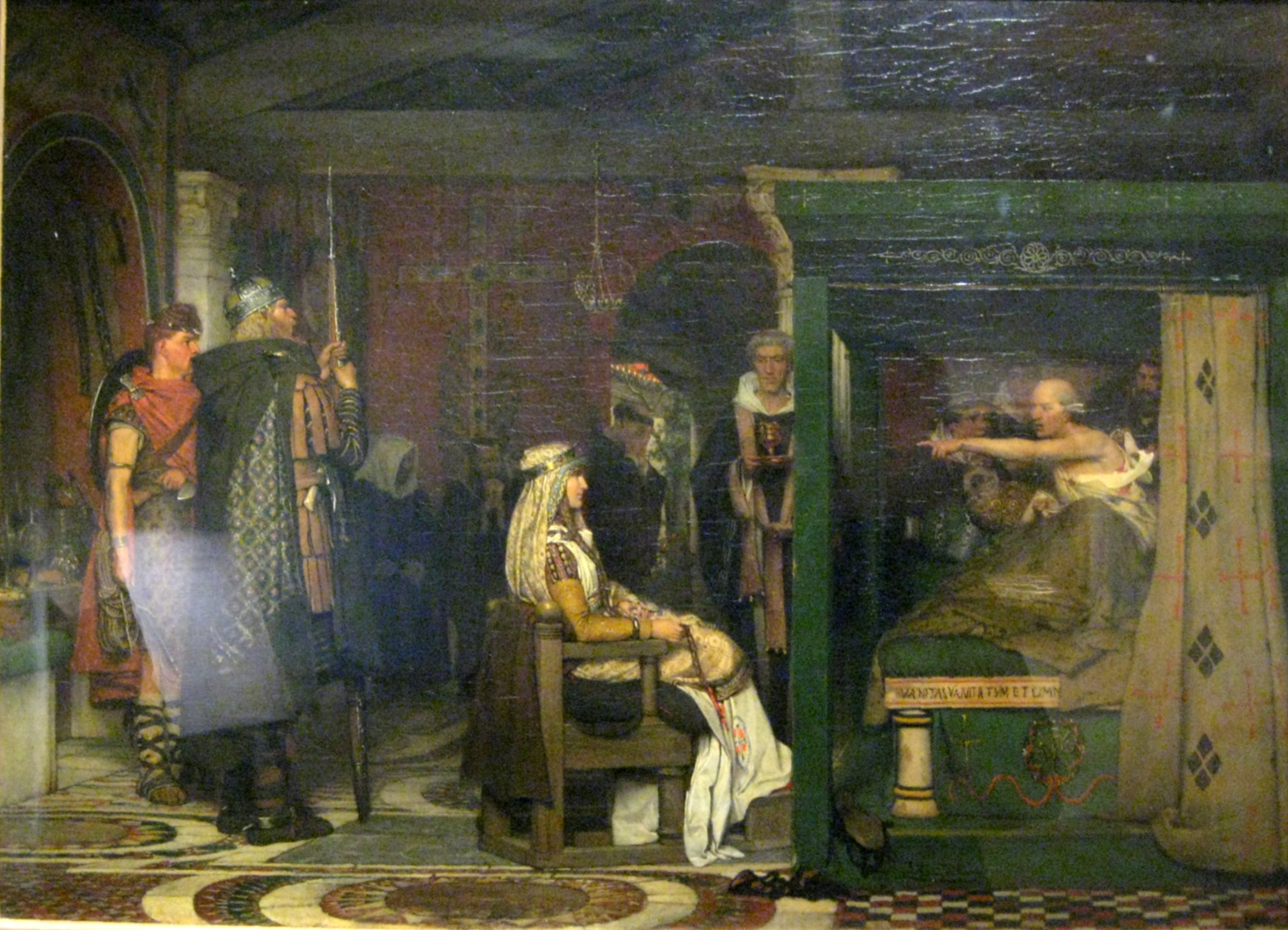
Frédégonde visite Prétextat sur son lit de mort par Lawrence Alma-Tadema.

Prétextat est évêque de Rouen pendant la lutte sanglante, appelée "faide royale", entre notamment Sigebert, roi de Metz, avec son épouse Brunehilde (Brunehaut) et Chilpéric Ier, roi de Soissons, avec son épouse Frédégonde. 
Il est le parrain de Mérovée, fils de Chilpéric.
Avec l'évêque de Paris saint Germain, il assista en 567 au concile de Tours.
En 575, après l'assassinat de son époux Sigebert, Brunehilde, prisonnière de Chilpéric, est amenée à Rouen. L'année suivante, Mérovée et Brunehilde se marient devant l'évêque Prétextat. À la suite d'un certain nombre de péripéties, Brunehilde repart en Austrasie, tandis que Mérovée traqué finit par être tué à Thérouanne.
Chilpéric convoque alors à Paris un concile d'évêques, devant lequel il fait comparaître Prétextat (577), l'accusant d'avoir violé les lois canoniques mais aussi d'avoir voulu, en accord avec Mérovée, le faire assassiner et d'avoir excité le peuple contre lui. Prétextat est défendu par Grégoire de Tours, mais en vain. L'évêque de Rouen est condamné à la déposition et à l'exil sur une île, probablement Jersey. Il est remplacé par Melantius.
La mort de Chilpéric, en 584 permet à Prétextat de rentrer à Rouen, rappelé, selon la formule consacrée, « par le clergé et par le peuple ». Le frère de Chilpéric, Gontran, roi de Burgondie, prend en charge le sort de Frédégonde et de son fils nouveau-né, Clotaire. Il écarte cependant de la cour Frédégonde qui s'établit d'abord dans une villa royale proche de Rouen, Rotoialum (Le Vaudreuil). 
Prétextat est assassiné le jour de Pâques 586, au pied de l'autel, par un serf qui aurait touché 100 sous d'or de Frédégonde, 50 de Melantius et 50 de l'archidiacre de Rouen. Comme il ne meurt pas tout de suite, Frédégonde va jusqu'à lui proposer les services de ses médecins sur son lit de mort.